# Rivalité entre le CR Belouizdad et le NA Hussein Dey
Les matchs CRB-NAHD ou NAHD-CRB, selon l'équipe qui reçoit, sont des rencontres de football opposant le Chabab Riadhi Belouizdad au Nasr Athlétique d'Hussein Dey.
Au-delà de son caractère géographique (les communes de Belouizdad et d'Hussein Dey sont limitrophes), la rivalité entre le CRB et le NAHD se matérialise sportivement dès les premières rencontres au cours de la saison 1963-1964 lorsque les deux clubs se livrèrent une lutte serrée pour la première place du Championnat d'Alger.

## Comparaisons des titres
| Équipe         | Championnat | Coupe | Supercoupe | Coupe de la Ligue | Compétitions maghrébines | Compétitions africaines | TOTAL |
| -------------- | ----------- | ----- | ---------- | ----------------- | ------------------------ | ----------------------- | ----- |
| CR Belouizdad  | 10          | 9     | 2          | 1                 | 3                        | 0                       | 25    |
| NA Hussein Dey | 1           | 1     | 0          | 0                 | 0                        | 0                       | 2     |
| Total          | 11          | 10    | 2          | 1                 | 3                        | 0                       | 27    |

En gras, le club qui a le plus de titres dans cette compétition.

## Historique des confrontations
Les tableaux ci-dessous ne prennent en compte que les confrontations officielles entre les deux équipes.

### Championnat
| #  | Saison    | Rencontre                                    | Stade                                        | Score                                        | Buteurs du CRB                                                                              | Buteurs du NAHD                                                                             |
| -- | --------- | -------------------------------------------- | -------------------------------------------- | -------------------------------------------- | ------------------------------------------------------------------------------------------- | ------------------------------------------------------------------------------------------- |
| 1  | 1963-1964 | NA Hussein Dey - CR Belouizdad               | Stade Ruisseau                               | 1 - 1                                        | Messaoud Koussim 15e                                                                        | Hocine Saâdi 44e                                                                            |
| 2  | 1963-1964 | CR Belouizdad - NA Hussein Dey               | Stade Ruisseau                               | 0 - 2                                        | /                                                                                           | Hocine Saâdi 10e 42e (pen.)                                                                 |
| 3  | 1964-1965 | CR Belouizdad - NA Hussein Dey               | -                                            | 2 - 0                                        | ?                                                                                           | /                                                                                           |
| 4  | 1964-1965 | NA Hussein Dey - CR Belouizdad               | -                                            | 1 - 2                                        | Chenane 15e, Achour 70e                                                                     | Youssef 55e                                                                                 |
| 5  | 1965-1966 | CR Belouizdad - NA Hussein Dey               | -                                            | 5 - 1                                        | Achour 17e et 57e, Chenane 41e, Kalem 48e, Lalmas 78e                                       | Belbacha 80e                                                                                |
| 6  | 1965-1966 | NA Hussein Dey - CR Belouizdad               | -                                            | 1 - 1                                        | ?                                                                                           | ?                                                                                           |
| 7  | 1966-1967 | CR Belouizdad - NA Hussein Dey               | -                                            | 3 - 1                                        | ?                                                                                           | ?                                                                                           |
| 8  | 1966-1967 | NA Hussein Dey - CR Belouizdad               | -                                            | 5 - 2                                        | ?                                                                                           | ?                                                                                           |
| 9  | 1967-1968 | NA Hussein Dey - CR Belouizdad               | -                                            | 0 - 3                                        | Mokhtar Kalem 8e 61e 70e                                                                    | /                                                                                           |
| 10 | 1967-1968 | CR Belouizdad - NA Hussein Dey               | -                                            | 2 - 0                                        | ?                                                                                           | /                                                                                           |
| 11 | 1968-1969 | NA Hussein Dey - CR Belouizdad               | -                                            | 1 - 7                                        | Lalmas 32e, Kalem 42e et 72e, Selmi 20e, Achour 29e, Nazef 54e (csc), Farhi 57e (csc)       | Moha 67e (csc)                                                                              |
| 12 | 1968-1969 | CR Belouizdad - NA Hussein Dey               | -                                            | 5 - 2                                        | Achour 58e et 77e, Kalem 61e, Lalmas 68e, Selmi 89e                                         | Nazef 42e, Aaouar 67e                                                                       |
| 13 | 1969-1970 | CR Belouizdad - NA Hussein Dey               | -                                            | 1 - 0                                        | Lalmas 37e                                                                                  | /                                                                                           |
| 14 | 1969-1970 | NA Hussein Dey - CR Belouizdad               | -                                            | 1 - 4                                        | ?                                                                                           | ?                                                                                           |
| 15 | 1970-1971 | NA Hussein Dey - CR Belouizdad               | -                                            | 0 - 0                                        | /                                                                                           | /                                                                                           |
| 16 | 1970-1971 | CR Belouizdad - NA Hussein Dey               | -                                            | 1 - 0                                        | ?                                                                                           | /                                                                                           |
| 17 | 1971-1972 | NA Hussein Dey - CR Belouizdad               | Stade des frères Zioui                       | 0 - 1                                        | Lalmas                                                                                      | /                                                                                           |
| 18 | 1971-1972 | CR Belouizdad - NA Hussein Dey               | -                                            | 2 - 1                                        | ?                                                                                           | ?                                                                                           |
| 19 | 1972-1973 | NA Hussein Dey - CR Belouizdad               | -                                            | 6 - 1                                        | Lalmas 75e                                                                                  | Sahli 14e 47e, Bouyahi 27e, Boucherfa 87e (pen.)                                            |
| 20 | 1972-1973 | CR Belouizdad - NA Hussein Dey               | -                                            | 0 - 0                                        | /                                                                                           | /                                                                                           |
| 21 | 1973-1974 | NA Hussein Dey - CR Belouizdad               | -                                            | 4 - 2                                        | Selmi 11e, Tlemçani 31e                                                                     | Bouchefra 26e 76e, Kalem 42e, Zarabi 55e                                                    |
| 22 | 1973-1974 | CR Belouizdad - NA Hussein Dey               | -                                            | 0 - 1                                        | /                                                                                           | Sahli                                                                                       |
| 23 | 1974-1975 | CR Belouizdad - NA Hussein Dey               | -                                            | 1 - 1                                        | Selmi 41e                                                                                   | Ali Fergani 54e                                                                             |
| 24 | 1974-1975 | NA Hussein Dey - CR Belouizdad               | -                                            | 1 - 1                                        | Tahir 67e                                                                                   | Ali Fergani 53e                                                                             |
| 25 | 1975-1976 | NA Hussein Dey - CR Belcourt                 | -                                            | 2 - 1                                        | Selmi 1re                                                                                   | Naim 22e, Moussouni 86e                                                                     |
| 26 | 1975-1976 | CR Belcourt - NA Hussein Dey                 | -                                            | 1 - 0                                        | ?                                                                                           | /                                                                                           |
| 27 | 1976-1977 | NA Hussein Dey - CR Belcourt                 | -                                            | 1 - 1                                        | ?                                                                                           | ?                                                                                           |
| 28 | 1976-1977 | CR Belcourt - NA Hussein Dey                 | -                                            | 0 - 0                                        | /                                                                                           | /                                                                                           |
| 29 | 1977-1978 | CM Belcourt - MA Hussein Dey                 | 5-Juillet-1962                               | 1 - 1                                        | Tahir 17e                                                                                   | Sid Ali Laazazi 78e                                                                         |
| 30 | 1977-1978 | MA Hussein Dey - CM Belcourt                 | -                                            | 2 - 1                                        | ?                                                                                           | ?                                                                                           |
| 31 | 1978-1979 | MA Hussein Dey - CM Belcourt                 | -                                            | 7 - 0                                        | ?                                                                                           | /                                                                                           |
| 32 | 1978-1979 | CM Belcourt - MA Hussein Dey                 | -                                            | 0 - 0                                        | /                                                                                           | /                                                                                           |
| 33 | 1979-1980 | CR Belouizdad - NA Hussein Dey               | -                                            | 1 - 0                                        | Benmiloudi                                                                                  | /                                                                                           |
| 34 | 1979-1980 | NA Hussein Dey - CR Belouizdad               | -                                            | 2 - 2                                        | ?                                                                                           | ?                                                                                           |
| 35 | 1980-1981 | CR Belouizdad - NA Hussein Dey               | -                                            | 3 - 3                                        | Benmiloudi                                                                                  | ?                                                                                           |
| 36 | 1980-1981 | NA Hussein Dey - CR Belouizdad               | -                                            | 1 - 0                                        | /                                                                                           | Merzekane 48e                                                                               |
| 37 | 1981-1982 | CR Belouizdad - NA Hussein Dey               | 20-Août-1955                                 | 1 - 2                                        | Zarabi 14e (csc)                                                                            | Guenoun 16e, Benahmed 50e                                                                   |
| 38 | 1981-1982 | NA Hussein Dey - CR Belouizdad               | -                                            | 1 - 0                                        | /                                                                                           | Aït El Hocine 85e                                                                           |
| 39 | 1982-1983 | CR Belouizdad - NA Hussein Dey               | -                                            | 2 - 2                                        | ?                                                                                           | ?                                                                                           |
| 40 | 1982-1983 | NA Hussein Dey - CR Belouizdad               | -                                            | 2 - 0                                        | ?                                                                                           | /                                                                                           |
| 41 | 1983-1984 | NA Hussein Dey - CR Belouizdad               | 5-Juillet-1962                               | 3 - 1                                        | Bouroubi 43e                                                                                | Aït El Hocine 68e et 71e (pen.), Mohamed Merzekane 74e                                      |
| 42 | 1983-1984 | CR Belouizdad - NA Hussein Dey               | 5-Juillet-1962                               | 0 - 1                                        | /                                                                                           | Aït El Hocine 80e                                                                           |
| 43 | 1984-1985 | NA Hussein Dey - CR Belouizdad               | -                                            | 1 - 0                                        | -                                                                                           | Allam 15e                                                                                   |
| 44 | 1984-1985 | CR Belouizdad - NA Hussein Dey               | -                                            | 1 - 2                                        | ?                                                                                           | ?                                                                                           |
| 45 | 1985-1986 | CR Belouizdad - NA Hussein Dey               | -                                            | 1 - 1                                        | Amani 36e                                                                                   | Allam 81e                                                                                   |
| 46 | 1985-1986 | NA Hussein Dey - CR Belouizdad               | 20-Août-1955                                 | 3 - 1                                        | Abderahim Bendjaballah 73e                                                                  | Ait El Hocine ( 10e 79e), Allam 62e                                                         |
| -  | 1986-1987 | Divisions différentes: CRB en D1, NAHD en D2 | Divisions différentes: CRB en D1, NAHD en D2 | Divisions différentes: CRB en D1, NAHD en D2 | Divisions différentes: CRB en D1, NAHD en D2                                                | Divisions différentes: CRB en D1, NAHD en D2                                                |
| -  | 1987-1988 | Divisions différentes: CRB en D1, NAHD en D2 | Divisions différentes: CRB en D1, NAHD en D2 | Divisions différentes: CRB en D1, NAHD en D2 | Divisions différentes: CRB en D1, NAHD en D2                                                | Divisions différentes: CRB en D1, NAHD en D2                                                |
| -  | 1988-1989 | Divisions différentes: CRB en D2, NAHD en D3 | Divisions différentes: CRB en D2, NAHD en D3 | Divisions différentes: CRB en D2, NAHD en D3 | Divisions différentes: CRB en D2, NAHD en D3                                                | Divisions différentes: CRB en D2, NAHD en D3                                                |
| -  | 1989-1990 | Divisions différentes: CRB en D1, NAHD en D3 | Divisions différentes: CRB en D1, NAHD en D3 | Divisions différentes: CRB en D1, NAHD en D3 | Divisions différentes: CRB en D1, NAHD en D3                                                | Divisions différentes: CRB en D1, NAHD en D3                                                |
| -  | 1990-1991 | Divisions différentes: CRB en D1, NAHD en D2 | Divisions différentes: CRB en D1, NAHD en D2 | Divisions différentes: CRB en D1, NAHD en D2 | Divisions différentes: CRB en D1, NAHD en D2                                                | Divisions différentes: CRB en D1, NAHD en D2                                                |
| 47 | 1991-1992 | CR Belouizdad - NA Hussein Dey               | -                                            | 1 - 1                                        | Djahmoune 45e                                                                               | Djahmoune 16e (csc)                                                                         |
| 48 | 1991-1992 | NA Hussein Dey - CR Belouizdad               | -                                            | 1 - 0                                        | /                                                                                           | Laâdjadj 20e                                                                                |
| 49 | 1992-1993 | NA Hussein Dey - CR Belouizdad               | -                                            | 1 - 0                                        | /                                                                                           | Zekri                                                                                       |
| 50 | 1992-1993 | CR Belouizdad - NA Hussein Dey               | -                                            | 0 - 1                                        | /                                                                                           | Zekri                                                                                       |
| 51 | 1993-1994 | CR Belouizdad - NA Hussein Dey               | -                                            | 3 - 0                                        | Ali Moussa 8e, M.Dob 36e, Bakhti 61e                                                        | -                                                                                           |
| 52 | 1993-1994 | NA Hussein Dey - CR Belouizdad               | -                                            | 0 - 1                                        | Kamel Djahmoune 75e                                                                         | /                                                                                           |
| 53 | 1994-1995 | NA Hussein Dey - CR Belouizdad               | -                                            | 1 - 2                                        | ?                                                                                           | ?                                                                                           |
| 54 | 1994-1995 | CR Belouizdad - NA Hussein Dey               | -                                            | 1 - 0                                        | Mounir Dob                                                                                  | /                                                                                           |
| -  | 1995-1996 | Divisions différentes: NAHD en D2            | Divisions différentes: NAHD en D2            | Divisions différentes: NAHD en D2            | Divisions différentes: NAHD en D2                                                           | Divisions différentes: NAHD en D2                                                           |
| 55 | 1996-1997 | NA Hussein Dey - CR Belouizdad               | -                                            | 3 - 0*                                       | Score ini. 0-1 pour le CRB. Affaire de joueur Boukellal, le NAHD a gagné sur tapis vert 3-0 | Score ini. 0-1 pour le CRB. Affaire de joueur Boukellal, le NAHD a gagné sur tapis vert 3-0 |
| 56 | 1996-1997 | CR Belouizdad - NA Hussein Dey               | -                                            | 0 - 1                                        | /                                                                                           | Alliche 54e                                                                                 |
| -  | 1997-1998 | Divisions différentes: CRB en D1, NAHD en D2 | Divisions différentes: CRB en D1, NAHD en D2 | Divisions différentes: CRB en D1, NAHD en D2 | Divisions différentes: CRB en D1, NAHD en D2                                                | Divisions différentes: CRB en D1, NAHD en D2                                                |
| -  | 1998-1999 | Divisions différentes: CRB en D1, NAHD en D2 | Divisions différentes: CRB en D1, NAHD en D2 | Divisions différentes: CRB en D1, NAHD en D2 | Divisions différentes: CRB en D1, NAHD en D2                                                | Divisions différentes: CRB en D1, NAHD en D2                                                |
| -  | 1999-2000 | Divisions différentes: CRB en D1, NAHD en D2 | Divisions différentes: CRB en D1, NAHD en D2 | Divisions différentes: CRB en D1, NAHD en D2 | Divisions différentes: CRB en D1, NAHD en D2                                                | Divisions différentes: CRB en D1, NAHD en D2                                                |
| -  | 2000-2001 | Divisions différentes: CRB en D1, NAHD en D2 | Divisions différentes: CRB en D1, NAHD en D2 | Divisions différentes: CRB en D1, NAHD en D2 | Divisions différentes: CRB en D1, NAHD en D2                                                | Divisions différentes: CRB en D1, NAHD en D2                                                |
| -  | 2001-2002 | Divisions différentes: CRB en D1, NAHD en D2 | Divisions différentes: CRB en D1, NAHD en D2 | Divisions différentes: CRB en D1, NAHD en D2 | Divisions différentes: CRB en D1, NAHD en D2                                                | Divisions différentes: CRB en D1, NAHD en D2                                                |
| 57 | 2002-2003 | CR Belouizdad - NA Hussein Dey               | 20-Août-1955                                 | 0 - 0                                        | /                                                                                           | /                                                                                           |
| 58 | 2002-2003 | NA Hussein Dey - CR Belouizdad               | Stade des frères Zioui                       | 2 - 1                                        | Boudjakdji 35e                                                                              | Loukili 2e, Moussouni 70e (pen.)                                                            |
| 59 | 2003-2004 | NA Hussein Dey - CR Belouizdad               | 5-Juillet-1962                               | 1 - 0                                        | /                                                                                           | Bouras 10e                                                                                  |
| 60 | 2003-2004 | CR Belouizdad - NA Hussein Dey               | 5-Juillet-1962                               | 1 - 2                                        | Badji 19e                                                                                   | Yacef 58e, Alliche 80e                                                                      |
| 61 | 2004-2005 | CR Belouizdad - NA Hussein Dey               | Mohamed-Reggaz, Boufarik                     | 0 - 3                                        | /                                                                                           | Cheraïtia 29e 49e, Alliche 52e                                                              |
| 62 | 2004-2005 | NA Hussein Dey - CR Belouizdad               | Omar-Hamadi                                  | 2 - 1                                        | Belhamel 38e (pen.)                                                                         | Gana 64e, Cheraïtia 84e                                                                     |
| 63 | 2005-2006 | NA Hussein Dey - CR Belouizdad               | 20-Août-1955                                 | 0 - 0                                        | /                                                                                           | /                                                                                           |
| 64 | 2005-2006 | CR Belouizdad - NA Hussein Dey               | 20-Août-1955                                 | 0 - 0                                        | /                                                                                           | /                                                                                           |
| 65 | 2006-2007 | NA Hussein Dey - CR Belouizdad               | 1er-Novembre-1954                            | 1 - 1                                        | Aoudia 67e                                                                                  | Camara 22e                                                                                  |
| 66 | 2006-2007 | CR Belouizdad - NA Hussein Dey               | 20-Août-1955                                 | 0 - 1                                        | /                                                                                           | Ouznadji 33e                                                                                |
| 67 | 2007-2008 | NA Hussein Dey - CR Belouizdad               | Stade des frères Zioui                       | 2 - 1                                        | Messas 56e                                                                                  | Ouznadji 15e, Attafen 88e                                                                   |
| 68 | 2007-2008 | CR Belouizdad - NA Hussein Dey               | 20-Août-1955                                 | 0 - 1                                        | /                                                                                           | Ouznadji 28e (pen.)                                                                         |
| 69 | 2008-2009 | NA Hussein Dey - CR Belouizdad               | Stade des frères Zioui                       | 1 - 0                                        | /                                                                                           | Khedis 38e                                                                                  |
| 70 | 2008-2009 | CR Belouizdad - NA Hussein Dey               | 20-Août-1955                                 | 1 - 0                                        | Alain Nibié 71e                                                                             | /                                                                                           |
| 71 | 2009-2010 | NA Hussein Dey - CR Belouizdad               | 5-Juillet-1962                               | 1 - 2                                        | Saïbi 8e, Slimani 90e                                                                       | Mekkaoui 13e                                                                                |
| 72 | 2009-2010 | CR Belouizdad - NA Hussein Dey               | 20-Août-1955                                 | 3 - 1                                        | Slimani 19e, Boussehaba 28e (pen.), Younes 59e                                              | Harrouche 62e (pen.)                                                                        |
|    | 2010-2011 | 2010-2011                                    | Divisions différentes: NAHD en D2            | Divisions différentes: NAHD en D2            | Divisions différentes: NAHD en D2                                                           | Divisions différentes: NAHD en D2                                                           |
| 73 | 2011-2012 | NA Hussein Dey - CR Belouizdad               | 5-Juillet-1962                               | 1 - 2                                        | Rebih 15e, Slimani 57e                                                                      | Saïbi 64e                                                                                   |
| 74 | 2011-2012 | CR Belouizdad - NA Hussein Dey               | 5-Juillet-1962                               | 1 - 0                                        | Slimani 30e                                                                                 | /                                                                                           |
|    | 2012-2014 | 2012-2014                                    | Divisions différentes: NAHD en D2            | Divisions différentes: NAHD en D2            | Divisions différentes: NAHD en D2                                                           | Divisions différentes: NAHD en D2                                                           |
| 75 | 2014-2015 | NA Hussein Dey - CR Belouizdad               | Omar-Hamadi                                  | 1 - 0                                        | /                                                                                           | Ouznadji 77e                                                                                |
| 76 | 2014-2015 | CR Belouizdad - NA Hussein Dey               | 20-Août-1955                                 | 0 - 0                                        | /                                                                                           | /                                                                                           |
| 77 | 2015-2016 | NA Hussein Dey - CR Belouizdad               | Mustapha-Tchaker                             | 0 - 3                                        | Derrag 35e 64e, Nekkache 45+3e                                                              | /                                                                                           |
| 78 | 2015-2016 | CR Belouizdad - NA Hussein Dey               | 5-Juillet-1962                               | 1 - 1                                        | Feham 72e                                                                                   | Gasmi 90e                                                                                   |
| 79 | 2016-2017 | NA Hussein Dey - CR Belouizdad               | 5-Juillet-1962                               | 1 - 1                                        | Bougueroua 69e                                                                              | Ardji 59e                                                                                   |
| 80 | 2016-2017 | CR Belouizdad - NA Hussein Dey               | 5-Juillet-1962                               | 3 - 2                                        | Feham 1re 77e, Naâmani 87e                                                                  | Gasmi 43e (pen.), Bendebka 92+2e                                                            |
| 81 | 2017-2018 | CR Belouizdad - NA Hussein Dey               | 20-août-1955                                 | 0 - 2                                        | /                                                                                           | Brahimi 54e, Khacef 69e                                                                     |
| 82 | 2017-2018 | NA Hussein Dey - CR Belouizdad               | 5-Juillet-1962                               | 0 - 0                                        | /                                                                                           | /                                                                                           |
| 83 | 2018-2019 | NA Hussein Dey - CR Belouizdad               | 5-Juillet-1962                               | 0 - 2                                        | Djerrar 33e, Chettal 86e (pen.)                                                             | /                                                                                           |
| 84 | 2018-2019 | CR Belouizdad - NA Hussein Dey               | 20-août-1955                                 | 2 - 0                                        | C. Nessakh 18e, Y. Bechou 86e                                                               | /                                                                                           |
| 85 | 2019-2020 | NA Hussein Dey - CR Belouizdad               | 5-Juillet-1962                               | 1 - 2                                        | N'Guessan 8e, Keddad 42e                                                                    | Zerdoum 18e                                                                                 |
| 86 | 2019-2020 | CR Belouizdad - NA Hussein Dey               | 5-Juillet-1962                               | 1 - 0                                        | Bousseliou 73e                                                                              | /                                                                                           |
| 87 | 2020-2021 | CR Belouizdad - NA Hussein Dey               | 20-Août-1955                                 | 2 - 0                                        | Bellahoual 45+2e (pen.) , Souibaah 88e (pen.)                                               | /                                                                                           |
| 88 | 2020-2021 | NA Hussein Dey - CR Belouizdad               | 20-Août-1955                                 | 2 - 2                                        | Boussalem 30e , Boulakhoua 67e (csc)                                                        | Sayoud 85e 90’+3                                                                            |
| 89 | 2021-2022 | CR Belouizdad - NA Hussein Dey               | 20-Août-1955                                 | 1 - 0                                        | C.Nessakh 62e                                                                               |                                                                                             |
| 90 | 2021-2022 | NA Hussein Dey - CR Belouizdad               | 20-Août-1955                                 | 3 - 5                                        | M.Bekouche 15e, M.Benayad 45+2e 90+1e                                                       | K. Merzougui 40e, K.Bousseliou 64e, K.Aribi' 77e 85e 88e                                    |

### Coupe d'Algérie
| # | Édition   | Tour                  | Match                          | Stade                            | Score   | Buteurs                                                          |
| - | --------- | --------------------- | ------------------------------ | -------------------------------- | ------- | ---------------------------------------------------------------- |
| 1 | 1963-1964 | 1/16 Finale (6e tour) | NA Hussein Dey - CR Belcourt   | Stade d'El Anasser, Alger        | 2 - 1ap | Hocine Saâdi 35e Bahmane 110e / Hacène Lalmas 1re                |
| 2 | 1972-1973 | 1/8 Finale            | NA Hussein Dey - CR Belcourt   | Stade d'El Anasser, Alger        | 1 - 0   | Ferradji 89e                                                     |
| 3 | 1979-1980 | 1/16 Finale           | CR Belcourt - NA Hussein Dey   | Stade du 20-Août-1955, Alger     | 1 - 2   |                                                                  |
| 4 | 1998-1999 | 1/4 Finale Aller      | NA Hussein Dey - CR Belouizdad | Stade des Frères-Brakni, (Blida) | 2 - 1   | Samir Alliche 44e, M'hamdi Abdelghani 83e / Tallis 33e           |
| 5 | 1998-1999 | 1/4 Finale Retour     | CR Belouizdad - NA Hussein Dey | Stade du 20-Août-1955 (Alger)    | 1 - 1   | Saïd Boutaleb 32e / Samir Alliche 59e                            |
| 6 | 2007-2008 | 1/4 Finale            | NA Hussein Dey - CR Belcourt   | Stade du 20-Août-1955 (Alger)    | 1 - 0   | Abdennour Hadiouche 35e                                          |
| 7 | 2018-2019 | 1/4 Finale Aller      | CR Belouizdad - NA Hussein Dey | Stade du 5-Juillet-1962, (Alger) | 0 - 1   | Naoufel Khacef 36e                                               |
| 8 | 2018-2019 | 1/4 Finale Retour     | NA Hussein Dey - CR Belouizdad | Stade du 5-Juillet-1962, (Alger) | 1 - 3   | Faouzi Yaya 43e / Chouaib Keddad 28e 60e, Amir Sayoud 83e (pen.) |

### Coupe de la Ligue d'Algérie
| # | Édition   | Tour                     | Match                        | Stade                         | Score | Buteurs |
| - | --------- | ------------------------ | ---------------------------- | ----------------------------- | ----- | ------- |
| 1 | 1991-1992 | 3e J. Groupe A           | CR Belcourt - NA Hussein Dey | Stade du 20-Août-1955 (Alger) | 2 - 1 |         |
| 2 | 1997-1998 | 2e tour (1/16 de finale) | CR Belcourt - NA Hussein Dey | Stade du 20-Août-1955 (Alger) | 1 - 0 | Settara |

## Statistiques

### Bilan des confrontations
mise à jour le 31 août  2025, résultats officiels
| Compétitions          | Matchs | Victoires NAHD | Matchs nuls | Victoires CRB | Buts NAHD | Buts CRB |
| --------------------- | ------ | -------------- | ----------- | ------------- | --------- | -------- |
| Championnat d'Algérie | 90     | 33             | 45          | 22            | 107       | 83       |
| Coupe d'Algérie       | 8      | 6              | 1           | 1             | 11        | 7        |
| Coupe de la Ligue     | 2      | 0              | 0           | 2             | 1         | 3        |
| Total                 | 100    | 39             | 25          | 25            | 119       | 100      |

### Série d'invincibilité
| Club           | Du                             | Au                              | Série                |
| NA Hussein Dey | 20 juin 1980 NAHD 2 - 2 CRB    | 25 mars 1993 CRB 0 - 1 NAHD     | 18 matchs (13V - 5N) |
| NA Hussein Dey | 14 octobre 1996 NAHD 3 - 0 CRB | 27 novembre 2008 NAHD 1 - 0 CRB | 18 matchs (13V - 5N) |
| CR Belouizdad  | 22 octobre 1967 NAHD 0 - 3 CRB | 18 juin 1972 CRB 2 - 1 NAHD     | 10 matchs (9V - 1N)  |

## Buteurs
- Kalem (12 buts, 11 Crb, 1 Nahd)
- Achour (10 buts)
- Lalmas (8 buts)
- Ait Ahmed (7 buts)